# Tylophora aneityensis
Tylophora aneityensis är en oleanderväxtart som beskrevs av André Guillaumin. Tylophora aneityensis ingår i släktet Tylophora och familjen oleanderväxter. Inga underarter finns listade i Catalogue of Life.